# 韓國特種部隊
韓國特種部隊（韩语：／）是大韓民國國軍的特種部隊。

## 歷史
大韓民國自日本帝国光復後，朝鮮人民遊擊隊潛入韓國展開擾亂作戰，為了應對這種情況，根據國防部部長李範奭的命令，陸軍本部情報局於1948年10月成立第4局，并组建的首支对朝特工部队第803獨立營「保國」，成员以右翼的“西北青年团”成员为主，1948年11月25日成立搜索學校，12月31日，組成一個遊擊營，以掃蕩叛亂軍及共匪，並於1949年解散，同年隨著美軍政廳結束盟軍佔領朝鮮而撤退，1949年2月25日成立虎林部隊，人数最多时達500多人（第5、6營），主要在雪嶽山活動。
1949年9月11日，韓戰爆發前9個月，第5、6營渗透朝鲜，遭朝鮮人民軍围剿擊敗，252人中44人被俘虜並判處死刑，仅35人幸存，其中一部分人後來投誠，進入朝鲜人民军。
1950年，虎林部隊解散，残余人员編入護國軍，其餘部隊已現役入伍。第803獨立營「保國」原計劃於1950年6月潛入北韓，但因驻韩美军顾问团（KMAG）的反對而取消，並於韓戰爆發後的7月10日解散，編入第1軍。
朝鲜战争爆发后，美军远东司令部駐韓聯絡處（KLO）开始主导对朝谍报活动，整合组建了“九月山北派工作队”，继续执行暗杀、破坏任务。

## 外部連結
- . 韓國民族文化大百科.